# トマス・テリー・コナリー
トマス・テリー・コナリー（Thomas Terry Connally, 1877年8月19日 – 1963年10月28日）は、アメリカ合衆国の政治家である。民主党議員としてテキサス州から上院及び下院の代表に選出された。
上院外交委員会委員長として、北大西洋条約機構 (NATO) 創設条約の批准を推進した。国連を設立した1945年の国際機構に関する連合国会議（サンフランシスコ会議）のメンバーで副議長でもあった。
別のテキサス州選出上院議員モリス・シェパード の寡婦ルシール・サンダーソン (Lucille Sanderson) と結婚したとき、コナリーは寡夫であった。コナリーは、ルシールの孫でフロリダ州選出上院議員のコニー・マック3世の祖父、マックの息子でフロリダ州選出下院議員のコニー・マック4世の曾祖父に当たる。